# Pseudolachnum
Pseudolachnum is een monotypisch geslacht van schimmels uit de orde Helotiales. Het bevat alleen Pseudolachnum lateritium. De familie is nog niet eenduidig bepaald (incertae sedis). 